# Cheile Teregovei
Cheile Teregovei este o arie protejată (sit de importanță comunitară — SCI) din România, desemnată în scopul protejării biodiversității și menținerii într-o stare de conservare favorabilă a florei spontane și faunei sălbatice, precum și a habitatelor naturale de interes comunitar aflate în arealul zonei de protecție. Aceasta se întinde pe o suprafață de 286,7 ha, integral pe uscat.

## Localizare
Situl Cheile Teregovei se întinde pe teritoriile administrative ale comunelor Armeniș și Teregova din județul Caraș-Severin. Centrul acestuia este situat la coordonatele 45°11′03″N 22°18′04″E / 45.184108°N 22.301239°E.

## Înființare
Situl Cheile Teregovei a fost declarat sit de importanță comunitară (ROSCI0284) în septembrie 2011 pentru a proteja 4 specii de animale.

## Biodiversitate
Situată în ecoregiunea continentală, aria protejată conține 2 habitate naturale: Păduri de fag Luzulo-Fagetum, Păduri ilirice de Fagus sylvatica (Aremonio-Fagion).
La baza desemnării sitului se află mai multe specii protejate de  mamifere (4): lupul (Canis lupus), vidră de râu (Lutra lutra), râs eurasiatic (Lynx lynx), urs brun (Ursus arctos).